# Caryophyllia alaskensis
Caryophyllia alaskensis is een rifkoralensoort uit de familie Caryophylliidae. De wetenschappelijke naam van de soort is voor het eerst geldig gepubliceerd in 1941 door Thomas Wayland Vaughan.